# 13e bataillon de chasseurs alpins
Le 13e bataillon de chasseurs alpins (13e BCA) est une unité militaire d'infanterie de l'Armée de terre française, spécialisée dans le combat en montagne. Il fait aujourd'hui partie de la 27e brigade d'infanterie de montagne et est stationné au quartier Roc Noir à Barby en Savoie.
La princesse Alix Napoléon en est la marraine.

## Création et différentes dénominations
- 1853 : création du 13e bataillon de chasseur à pied[3] (13e BCP),
- 1871 : fusion du 13e BCP et du 13e bataillon de marche de la république,
- 1888 : devient 13e bataillon alpin de chasseurs à pied (13e BACP)[4],
- 1916 : devient 13e bataillon de chasseurs alpins (13e BCA),
- 1940 : dissolution du bataillon,
- 1940 : nouvelle création du 13e BCA,
- 1942 : dissolution du bataillon,
- 1945 : recréation du 13e BCA à partir des maquis de Savoie et de Maurienne,
- 1952 : dissolution du 13e BCA qui devient 28e BCA,
- 1952 : recréation du 13e BCA, par changement d'appellation du 12e BCA,
- 1955 : devient centre d’instruction du 13e BCA,
- 1962 : dissolution du centre d'instruction du 13e BCA,
- 1963 : recréation du 13e BCA, par changement d'appellation du 15e BCA.

## Historique des garnisons, campagnes et batailles

### Second Empire
Le 13e BCP est créé par décret impérial le 22 novembre 1853, puis effectivement formé à Besançon le 23 janvier 1854. Il est alors composé de 10 compagnies d'environ 120 chasseurs chacune.
Il participe à la Conquête de l'Algérie par la France de 1856 à 1860.
Ses 6e et 8e compagnies participent à la guerre d'unification italienne dans la région de Venise en 1859.
Il prend part à la Guerre franco-allemande de 1870 :
- Bataille de Frœschwiller-Wœrth,
- Bataille de Sedan, en particulier sur les hauteurs de Bazeilles,
- Bataille du Mans (1871)[6].

Le 21 novembre 1870 création du 13e bataillon de marche de la République. À l'issue de la guerre, le 13 mai 1871 fusion du 13e bataillon de marche et du 13e BCP.

### De 1871 à 1914
En septembre 1882 il s'installe définitivement dans la garnison de Chambéry, et rejoint la nouvelle caserne Joppet (24 hectares) en 1889. Son implantation en Savoie est bien accueillie, dans une ville aux nombreuses garnisons, avec un recrutement principalement local.
Il devient bataillon alpin en 1888 et défend la vallée de la Maurienne.
En 1889 le nombre de ses compagnies est porté de 4 à 6.
À partir de 1892 les postes importants de la frontière sont gardés toute l'année :
- Lanslebourg-Mont-Cenis
- Col de Sollières
- la Petite-Turra

### Première Guerre mondiale
Le bataillon obtient la Croix de guerre 1914-1918  avec 7 citations et la fourragère aux couleurs de la médaille militaire :
- 4 palmes pour 4 citations à l'ordre de l'Armée,
- 2 étoiles en argent pour 2 citations à l'ordre de la Division,
- 1 étoile en bronze pour 1 citation à l'ordre du Groupe de Chasseurs Alpins.

#### 1914

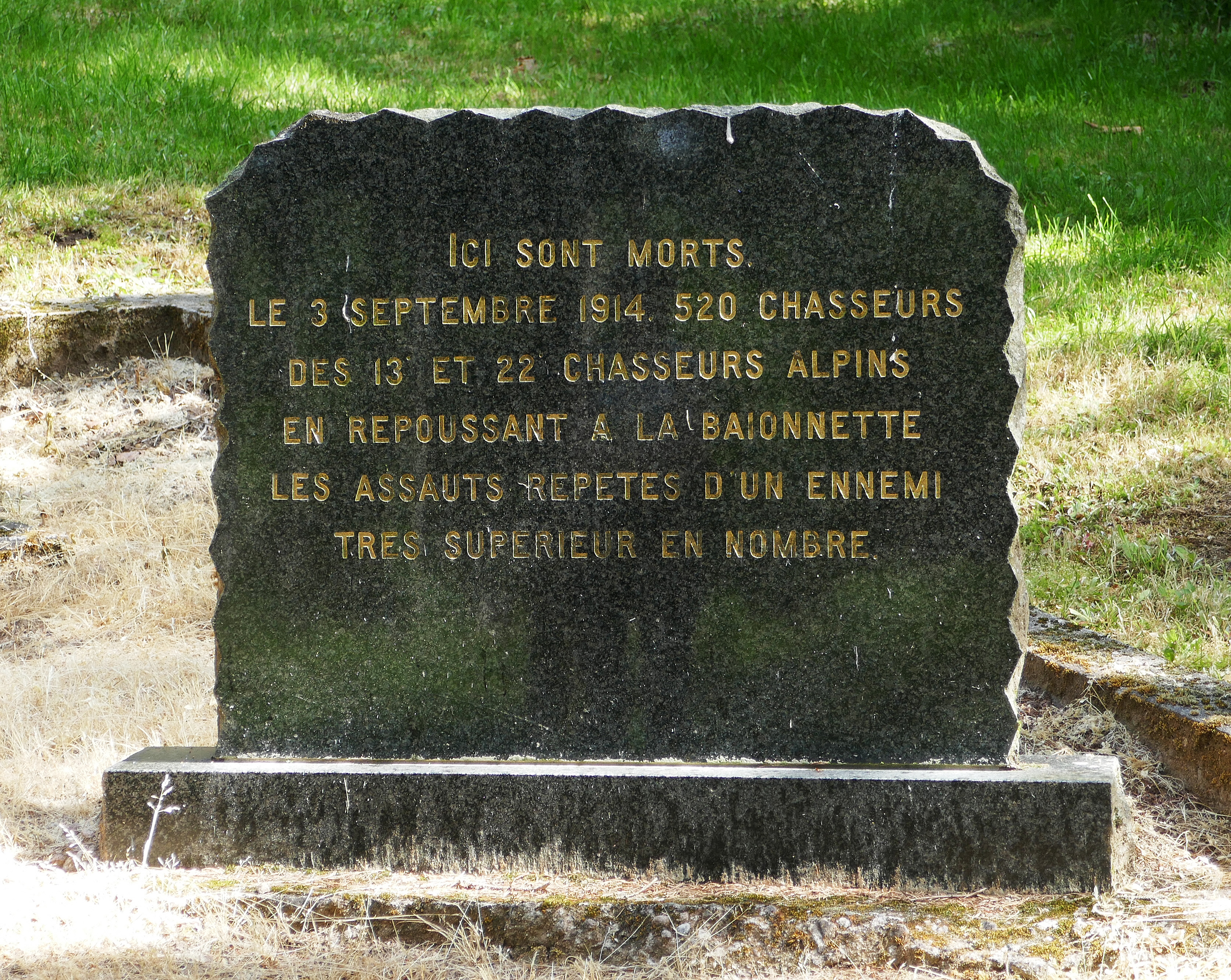
Stèle à la Tête de la Behouille (Vosges).

Lors de la déclaration de guerre, le bataillon se trouve dans la région de Lanslebourg-Mont-Cenis pour ses manœuvres d'été. Il est rapidement organisé en groupe alpin avec 6 compagnies de 250 hommes, 1 section hors rang, 1 section de mitrailleuse, 1 batterie d'artillerie de montagne, et 1 section de génie. D'autre part les réservistes du bataillon forment le 53e BCP.
Le 12 août le bataillon rejoint le Groupe de Chasseurs Alpins du lieutenant colonel Gratier avec les 12e, 22e, 28e, et 30e bataillon au sein du 14e corps d'armée. Le 13 combat dans les Vosges dès le 15 août à Sultzern. Il entre en Alsace par Munster et atteint Colmar puis il est rappelé pour contrer l'attaque allemande dans la région de Saint-Dié-des-Vosges. Il est affecté à la 41e division et combat au col de Mandray où est mortellement blessé son chef de corps le CBA Verlet-Hanus, puis à la tête de la Behouille, et au col des Journaux. Du 15 août au 1er novembre 1914, le bataillon perd 323 tués et 711 blessés. Pour ces combats il reçoit une première citation à l'ordre du Groupe de Chasseurs Alpins.

#### 1915
- Bataille du Hartmannswillerkopf de janvier à mars au sein de la 66e division. Le bataillon est cité à l'ordre de la division puis à l'ordre de l'armée des Vosges[10]
- Bataille de Hilsenfirst de juin à septembre. Le 15 juin le bataillon s'empare du sommet. Le 17 juin une compagnie de volontaires des 13e et 7e BCA sous le commandement du capitaine Regaud secours la 6e compagnie du 7e BCA alors encerclée[11]. Cette compagnie de volontaire fait également 60 prisonniers et est citée à l'ordre de la 7e armée[12]. À partir du 23 juillet les chasseurs du bataillon profitent des premières permissions par vagues successives.

La 2e compagnie est décorée d'une croix de guerre avec une citation à l'ordre du bataillon pour sa conduite sur l'Hartmannwillerkopf elle reçoit le surnom de "Belle 2". Elle sera de nouveau citée à l'ordre du bataillon pour ses combats à l'Hilsenfirst et obtient une 2e étoile sur sa croix de guerre.

#### 1916
- En mars le bataillon est affecté à la 46e division d'infanterie dans la région de Fraize[8].
- Bataille du Linge en juin.
- Bataille de la Somme en septembre et en novembre. Le bataillon reçoit sa 2e citation à l'ordre de l'armée[15] et se voit remettre la fourragère aux couleurs de la croix de guerre le 25 octobre.

#### 1917

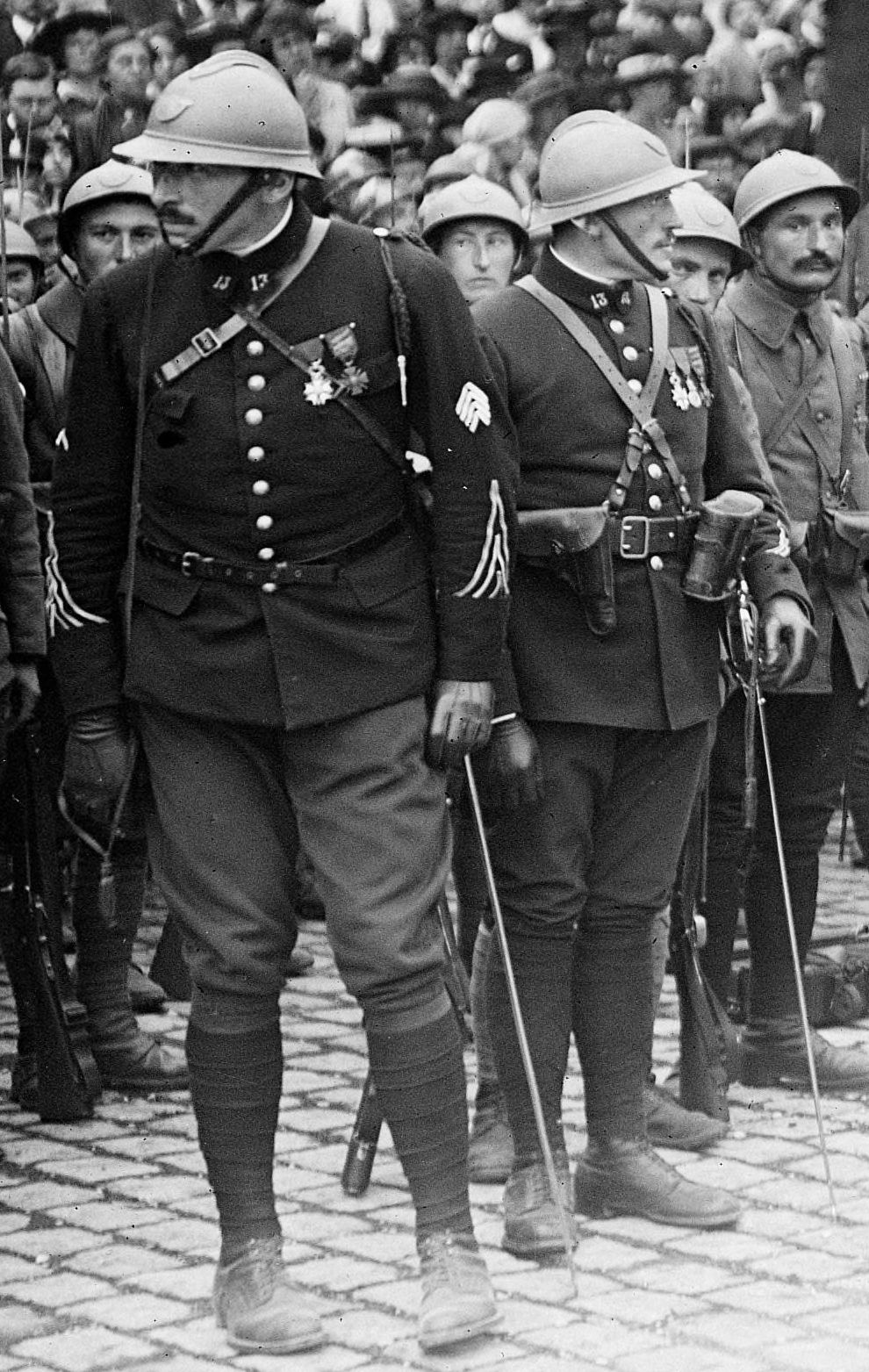
Deux officiers du 13e BCA le 14 7 1917 à Paris.

- Bataille du Chemin des Dames en mai. Le bataillon s'empare notamment des lignes dites du Cantonnier.
- En août et septembre le 13 tient divers secteurs de la Marne et du Chemin des Dames dans la région de Craonne.
- En octobre à la suite de l'offensive allemande de Caporetto, le bataillon rejoint l'Italie au sein de la 46e division.

#### 1918
- De janvier à avril, le bataillon combat en Italie et contribue à stabiliser le front dans la région de Castelfranco.
- En avril il regagne la France puis la Belgique entre le Mont Kemmel et Ypres lors de la Bataille de la Lys. Il attaque les lignes allemandes au bois de Scottish Wood. En juillet il est dans la Somme dans la région de Suippe puis dans la Marne pour contrer de nouvelles offensives Allemandes. Ces 3 mois de combats au cours desquels le bataillon fait de nombreux prisonniers lui valent une 2e citation à l'ordre de la division.
- En août il attaque la ligne Hindenburg dans la région de Montdidier. En octobre il s'empare du lieu-dit "La Ferme-Tilloy" dans la région de Saint-Quentin et subit des pertes considérables en raison notamment de l'Ypérite tirée par l'artillerie allemande. Il obtient pour ces combats sa 3e citation à l'ordre de l'armée.

Le 11 novembre le bataillon est en première ligne à seulement 8 km de la frontière avec Belgique. Il ne peut alors aligner que 185 fusils après les pertes considérables des jours précédents.
Le 25 décembre 1918, le bataillon reçoit une 4e citation à l'ordre de l'armée pour l'ensemble de ses combats de 1917 et 1918, lui permettant de porter la fourragère aux couleurs de la médaille militaire.
En 1 552 jours de guerre, le bataillon a perdu 1 473 chasseurs morts pour la France.

### Entre-deux-guerres

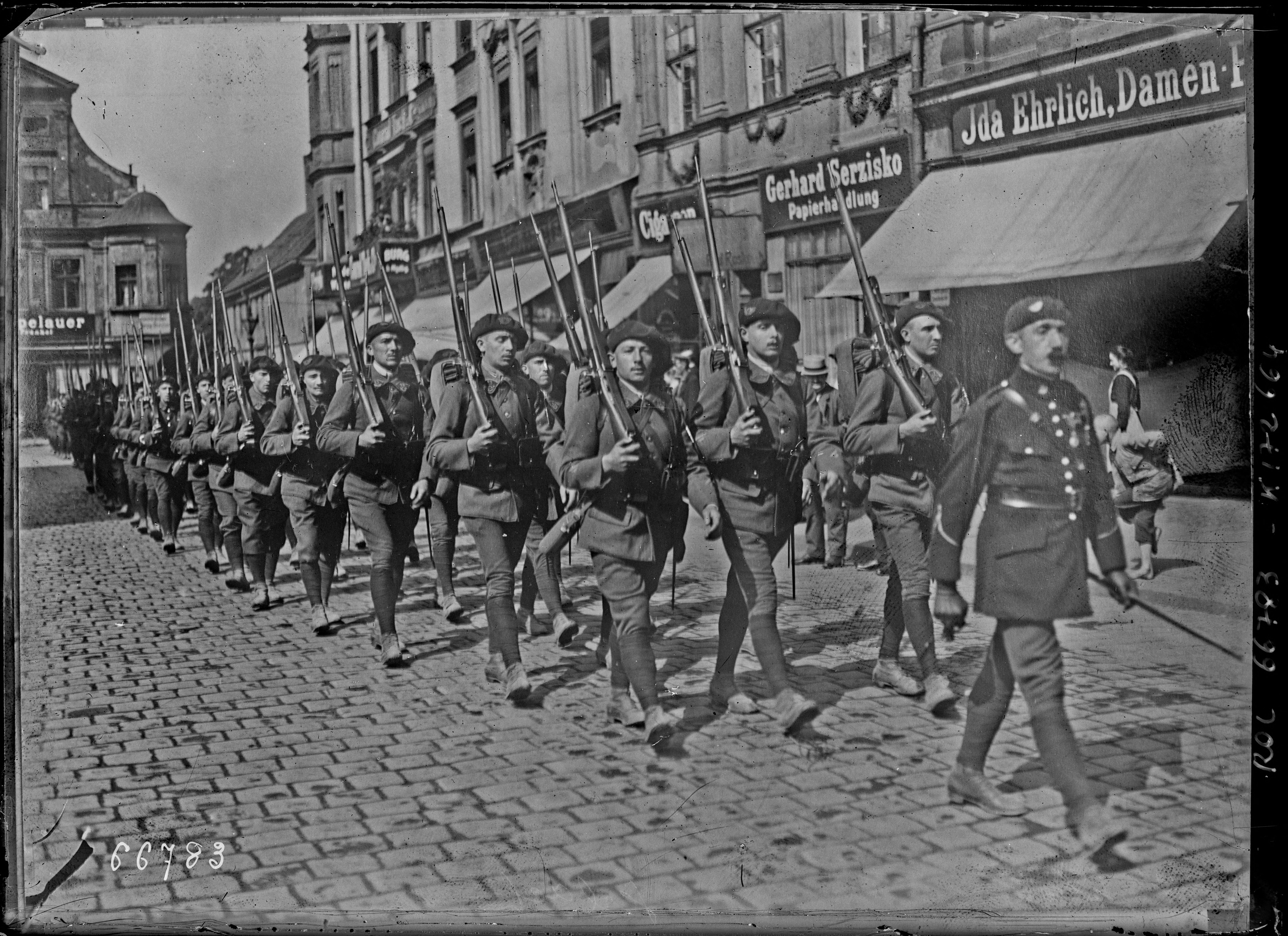
Défilé de chasseurs du 13e BCA à Opole en Haute-Silésie, 1921.

Au lendemain de l'armistice, le bataillon se trouve au Nord de la France, il ne compte plus que 175 hommes avant le retour de ses blessés. La 4e compagnie est dissoute. En décembre 1918 il entre en Belgique.
De janvier à août 1919, le bataillon est en Allemagne.
En octobre 1919 la 5e compagnie est dissoute. Le bataillon n'a plus que 3 compagnies de combat.
De janvier 1920 à juillet 1922 le bataillon effectue des opérations de police en Haute-Silésie avant son rattachement à la Pologne. Le 13 rentre à Chambéry le 17 juillet 1922 après presque 8 ans d'absence.
De mai 1923 à janvier 1924 le bataillon participe à l'occupation de la Ruhr. Il y effectue des missions humanitaires et de maintien de l'ordre.
En 1924 est créé l'insigne actuel du bataillon.
De juillet à novembre 1925 le bataillon est envoyé en Tunisie pour y maintenir l'ordre colonial.
Jusqu'en 1939, le bataillon se concentre sur l'instruction en montagne et la défense de la frontière avec l'Italie en Haute-Maurienne. Un centre d'instruction est créé à Lanslebourg avant d'être dissout en 1932 avec la création de l'École militaire de haute montagne (EHM) à Chamonix. De 1928 à 1938 la mascotte du bataillon est le chien Flambeau qui secourt en montagne pas moins de 10 civils et militaires.

### Seconde Guerre mondiale
En septembre 1939, le bataillon défend le col du Mont Cenis à la frontière italienne. Il appartient à la 5e demi-brigade de chasseurs alpins (5e DBCA) et est organisé en 3 compagnies de combat, 1 compagnie d'appui et 1 compagnie hors rangs. Les réservistes du bataillon forment les 53e BCA et 93e BCA. D'octobre 1939 à janvier 1940 il est dans le Bas-Rhin sans sa section d'éclaireurs-skieurs (SES) restée dans les Alpes. Son groupe franc s'illustre en faisant plusieurs prisonniers dans des combats d'embuscades. En avril et mai 1940 il participe à la campagne de Norvège au sein du corps expéditionnaire français en Scandinavie. Il débarque avec le 53e BCA et le 67e BCA à Namsos dans la nuit du 19 au 20 avril 1940. Fin mai il est rapatrié en France pour combattre dans la Somme. Du 7 au 9 juin 1940 sa résistance héroïque à Liomer-Brocourt lui vaut la Croix de guerre 1939-1945 avec une citation à l'ordre de l'armée. La Belle 2 est également citée à l'ordre de l'armée pour son sacrifice.

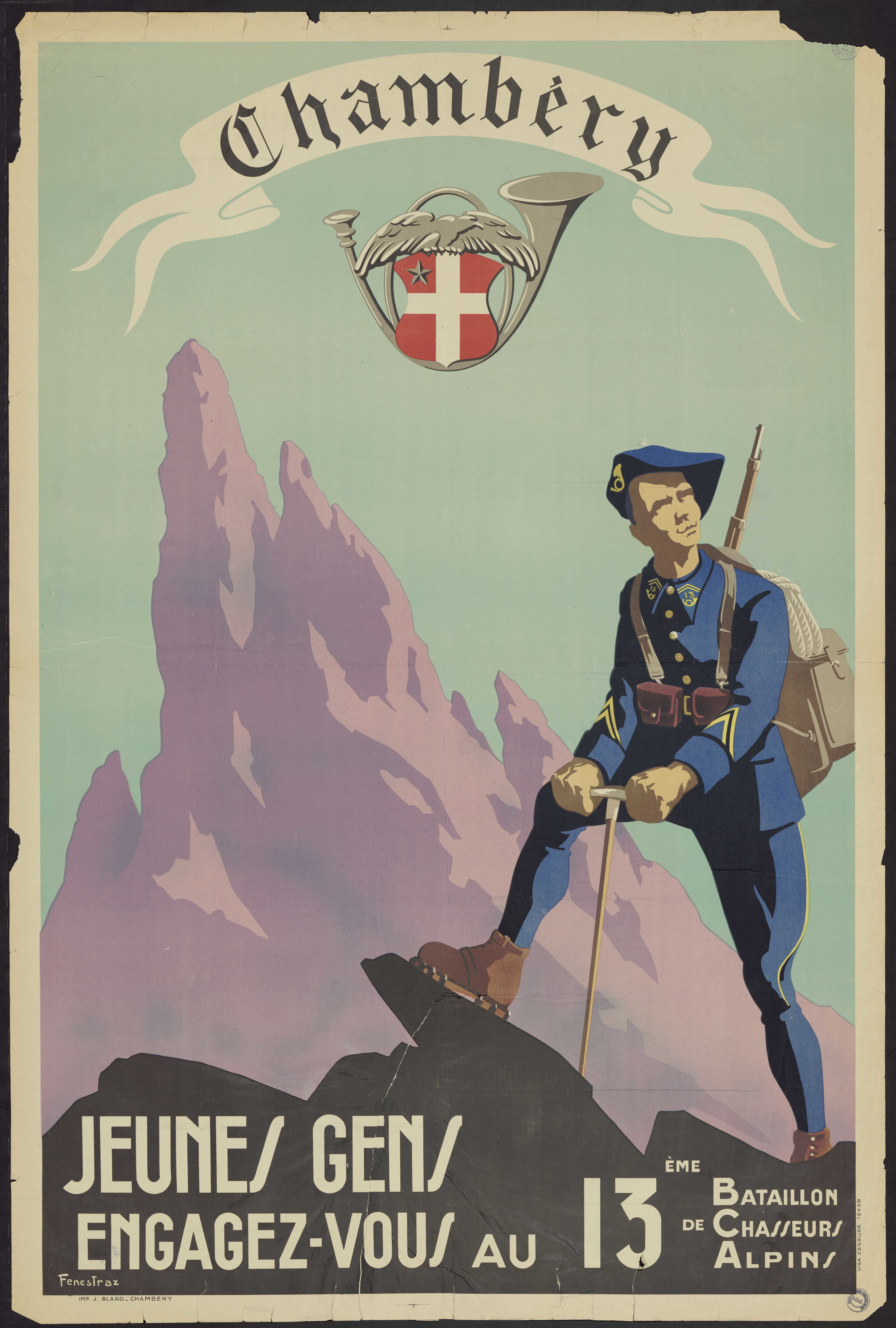
Affiche de recrutement pour le 13e BCA sous Vichy.

Après l'armistice du 22 juin 1940, le bataillon se reconstitue à Chambéry sous l'autorité du gouvernement de Vichy. Il appartient alors à la 3e DBCA. En novembre 1942 le 13 est dissout à la suite de l'invasion de la Zone libre par les Allemands. De nombreux cadres et chasseurs du bataillon rejoignent alors les maquis de Savoie et de Maurienne à partir desquels sera recréé le 13 à la Libération.
Le 1er janvier 1945 le bataillon est officiellement recréé au sein de la 27e division alpine. Il est alors constitué de 4 compagnies de combat et d'une compagnie de commandement qui comprend la section d'éclaireurs skieurs. En mars 1945, lors de la Deuxième bataille des Alpes, le bataillon s'empare du Roc Noir en Tarentaise, position clé du col du Petit-Saint-Bernard à 2 342 m d'altitude. Il obtient une citation à l'ordre de la division pour cet exploit. Début mai, il franchit le col et entre en Italie en direction d'Aoste avant la capitulation allemande.

### De 1945 à nos jours
De 1945 à 1952 le bataillon est en Autriche où il change d'appellation pour devenir le 28e BCA alors que le 12e BCA devient le 13e BCA à Chambéry le 1er novembre 1952.
En 1955 le 13e BCA devient centre d'instruction (CI), ses 3 compagnies sont transformées en compagnies d'instruction, sa compagnie d'accompagnement est dissoute et sa compagnie de commandement devient compagnie de commandement et de soutien (CCS). Pendant toute la Guerre d'Algérie le bataillon forme alors à Chambéry les chasseurs alpins de la 27e Division d'Infanterie Alpine (27e DIA) qui participent au conflit en Grande Kabylie.
Le 3 janvier 1963 le 13e BCA est officiellement recréé au sein de la 27e Brigade Alpine (27e BA) par la fusion du 15e BCA et du CI du 13e BCA.
En août 1976 le bataillon appartient à la 5e DBCA au sein de la 27e Division Alpine (27e DA). La 3e compagnie est recréée et s'installe au quartier Paris à Modane. Le Bataillon est alors constitué de 6 compagnies :
- 1re compagnie au quartier Verlet-Hanus,
- Belle 2 au quartier Verlet-Hanus,
- 3e compagnie au quartier Paris,
- 11e compagnie d'instruction au quartier Verlet-Hanus,
- Compagnie d'éclairage et d'appui (CEA) au quartier Barbot,
- Compagnie de commandement et de soutien (CCS) dans les quartiers Verlet-Hanus et Barbot,

En juin 1980 il quitte la caserne de Joppet à Chambéry, pour rejoindre le quartier du Roc-Noir dans la commune voisine de Barby (Savoie), inauguré le 23 octobre 1981 par Charles Hernu ministre de la Défense.
En 1983 le bataillon est professionnalisé. Il intègre la Force d'action rapide (FAR) au sein de la 27e DA. À la veille de la Guerre du Golfe le bataillon est dé-professionnalisé et quitte la FAR en juin 1994 avec l'ensemble de sa division qui devient la 27e Division d'Infanterie de Montagne (27e DIM).
À partir de 1996 le bataillon est à nouveau professionnalisé. La 4e compagnie de combat est recréée en août 1997, la 5e compagnie de réserve en juin 1998 avec les cadres et chasseurs de la 1re compagnie du 15e BCA (alors bataillon de réserve) qui est dissout. Enfin en 1999 la 27e DIM se réorganise en 27e Brigade d'Infanterie de Montagne (27e BIM).
En août 2010, le Groupement d'aguerrissement en montagne (GAM) est créé au sein du bataillon. Il reprend les missions du Centre national d'aguerrissement en montagne (CNAM) dissout à Briançon en juin 2009 et opère depuis le quartier Paris à Modane.
En mai 2016, la 6e compagnie de combat est recrée dans le cadre de la remontée en puissance de la force opérationnelle terrestre et la réorganisation de l'Armée de terre suivant le modèle "Au contact".
Depuis 1983, le 13e BCA participe à de nombreuses missions dans le cadre de l'ONU au Liban et en Bosnie-Herzégovine (FORPRONU) ou avec l'OTAN comme au Kosovo ou en Afghanistan. Il est aussi régulièrement projeté en Afrique (Sénégal, Tchad, Côte d'Ivoire…) et dans les DOM-COM (Nouvelle-Calédonie, Guyane, Martinique, Mayotte).

#### Projections de 1983 à nos jours
octobre 1983 avril 1984 12° mandat FINUL ONU LIban
- septembre 1993 à février 1994 : Bosnie-Herzégovine (Belle 2),
- avril à octobre 1994 : Liban (33e mandat de la FINUL),
- novembre 1995 à mars 1996 : Bosnie-Herzégovine (État Major Tactique (EMT), CCL et 3e compagnie),
- 1999 : Tchad et Côte d'Ivoire (1re compagnie),
- 2000 : Bosnie-Herzégovine (EMT, 1re et 4e compagnies),
- 2001 : Kosovo (bataillon d'infanterie motorisé no 6) et Sénégal (CEA),
- 2003 : Kosovo (bataillon français),
- 2004 : Afghanistan (1re compagnie), Côte d'Ivoire (CEA et 4e compagnie),
- 2005 : Côte d'Ivoire (EMT, Belle 2, 4e compagnie), République centrafricaine (3e compagnie),
- 2007 : Sénégal (3e compagnie), République centrafricaine (1re compagnie), Nouvelle-Calédonie (Belle 2),
- septembre 2007 à janvier 2008 : Afghanistan (mandat Pamir XVII : CCL, 3e compagnie, 4e compagnie ; mandat OMLT jusqu'en mars : GCM),
- 2008 : République centrafricaine (Belle 2), Guyane (1re compagnie),
- novembre 2009 à juin 2010 : Afghanistan (GTIA Black Rock : CCL, GCM, Belle 2, 3e, 4e compagnies),
- 2010 : Kosovo (1re compagnie),
- février à mai 2011 : Côte d'Ivoire (3e compagnie),
- mai à septembre 2011 : Gabon (3e compagnie de mai à juillet et Belle 2 de juillet à septembre),
- 2012 : Tchad (1re compagnie), Guyane (4e compagnie, CEA),
- novembre 2012 à mars 2013 : Djibouti (3e compagnie),
- 2013 : Martinique (CEA),
- février à juillet 2014 : République centrafricaine (EMT, CCL, Belle 2, 4e compagnie),
- 2014 : Mayotte (1re compagnie),
- avril à juillet 2015 : Nouvelle-Calédonie (3e compagnie),
- 2015 : Irak (CEA),
- février à juin 2016 : Gabon (3e compagnie),
- Mai à Octobre 2017 : Mali (4e Cie)
- juillet à novembre 2019 : Irak (3e compagnie),

#### Affaire Mahé
Le 30 novembre 2005, la juge d'instruction du tribunal aux armées Brigitte Raynaud a mis en examen quatre militaires du 4e RCH sous commandement du 13e BCA, impliqués dans la mort d'un coupeur de route ivoirien, Firmin Mahé, étouffé avec un sac en plastique le 13 mai 2005 en Côte d'Ivoire, après avoir été blessé par des soldats de l'opération Licorne. Mis en garde à vue, le colonel Éric Burgaud aurait reconnu avoir transmis l'ordre implicite d'exécution du général Henri Poncet à ses subordonnés.

#### Guerre d'Afghanistan
De septembre 2007 à janvier 2008, le bataillon est projeté en Afghanistan. Le 21 septembre 2007, un sous-officier est tué lors de l'attaque de son convoi par un engin explosif, aux sorties ouest de Kaboul. Le fanion du bataillon reçoit la Croix de la Valeur militaire (CVM) avec une citation à l'ordre de l'armée pour cette opération extérieur (OPEX).
De décembre 2009 à juin 2010, le 13 effectue un nouveau mandat en Afghanistan, au sein du GTIA Black Roc commandé par le colonel Pons. Le 9 février 2010, un chasseur de la 3e compagnie est tué par balle lors d'une escorte de convoi en Kapisa.
Le 22 juin 2012, lors de la cérémonie annuelle de la Saint-Bernard à la Bastille à Grenoble, le général d'armée Ract-Madoux, chef d'état-major de l'Armée de terre (CEMAT) décore le fanion du bataillon d'une 2e palme sur la CVM ainsi que de la fourragère aux couleurs de la CVM agrafe Afghanistan. Le même jour la 3e compagnie est citée à l'ordre de l'armée pour son engagement en République de Côte d'Ivoire de février à mai 2011. Cette citation comporte l'attribution de la CVM avec palme de bronze sur le fanion de la compagnie.
Le 7 août 2012, un adjudant-chef du 13e BCA est tué dans la province de la Kapisa lors d'une opération de soutien à l'armée afghane.

## Missions actuelles
Le 13e BCA est un corps d'infanterie motorisée de la 27e brigade d'infanterie de montagne depuis le 1er juillet 1999 au sein de la Force Terrestre. C'est une unité forte d'environ 1 100 militaires et civils entraînés pour accomplir les missions suivantes :
- intervention dans le cadre d'un conflit régional ou majeur,
- actions humanitaires ou d'interposition dans le monde,
- aides et secours à la population,
- défense militaire terrestre.

## Traditions
Comme dans tous les bataillons de chasseurs à pied, les militaires du 13e BCA ont pour tradition de ne désigner la couleur jaune que par le mot « jonquille » (ou « bleu-banane ») et la couleur rouge par « bleu-cerise » (excepté trois cas précis : le rouge du drapeau national, le rouge de la Légion d'honneur et enfin le rouge des lèvres de sa bien-aimée). Le passe-poils de la tenue de parade est justement de couleur « jonquille » comme celui de la tenue de tous les bataillons de chasseurs à pied.

### Insigne
L'insigne du 13e BCA est le blason chambérien surmonté de l'aigle Barral mascotte du bataillon au début du XXe siècle et entouré du cor de chasse symbole des chasseurs à pied depuis 1840.

### Devise
"Sans peur et sans reproche"
Devise du Chevalier Bayard attribuée au bataillon par le CBA Pochard en 1939.
mais aussi : "au 13ème BCA, ya pas d'jambe de bois !", selon Charles Mori, membre du 13ème pendant la seconde guerre mondiale.

### Refrain

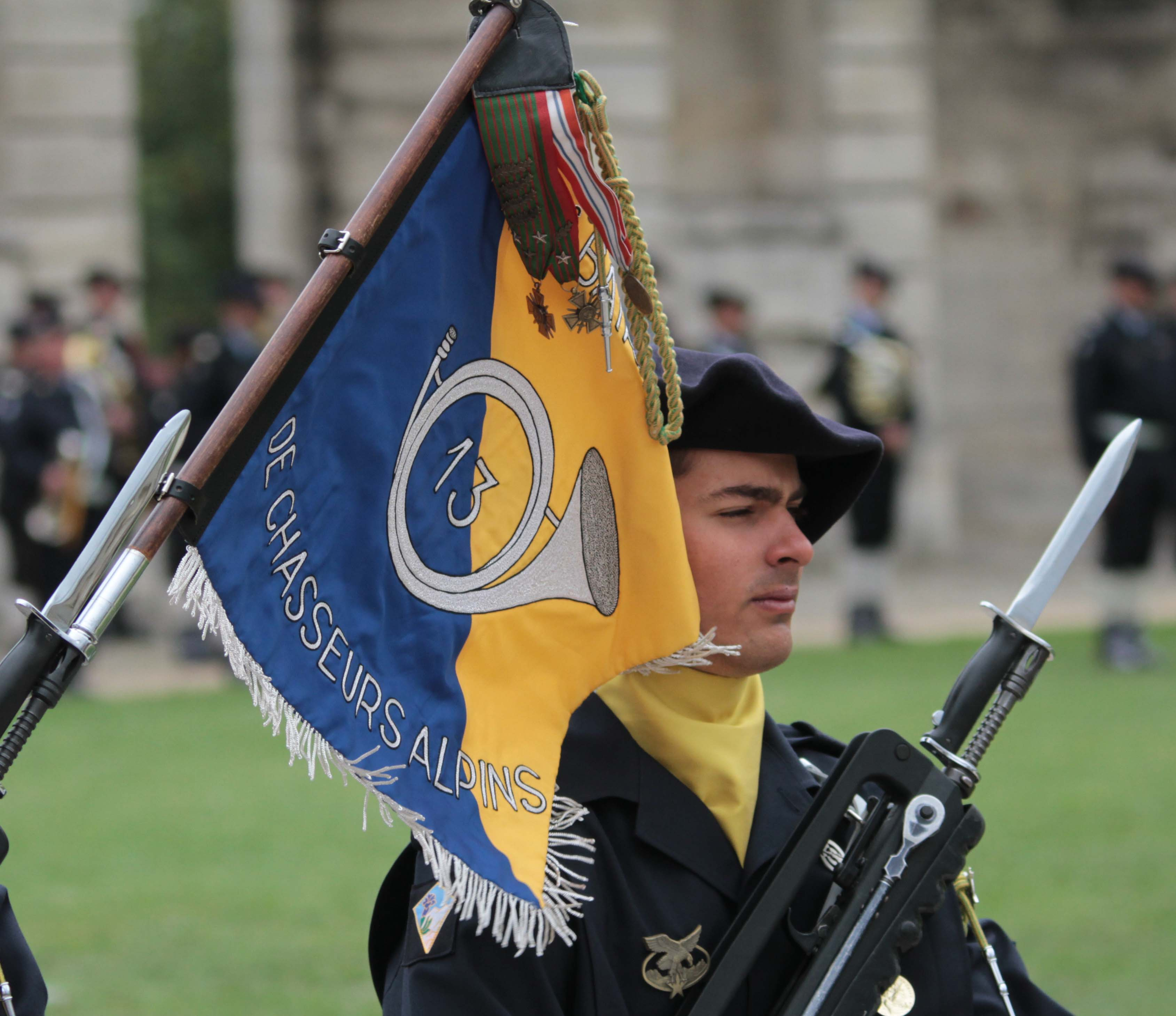
Fanion du 13e BCA vu à Vincennes le 17 septembre 2011

Sans pain, sans fricot, au Treizième on n'boit que d'l'eau ! 
Jusqu'à la Première Guerre mondiale les refrains des bataillons de chasseurs à pied étaient sonnés sur le champ de bataille pour signaler leur position. Les refrains du 13 et du 7 ont été sonnés en particulier le 17 juin 1915 lors de la Bataille de Hilsenfirst quand la 6e compagnie du 7e bataillon fut encerclé par les Allemands.
Les parôles du refrain du bataillon sont inspirées des privations vécues par les chasseurs du bataillon dans les tranchées de Champagne en 1917 quand les vivres et le pinard ne parvenaient plus jusqu'à la 1re ligne.

### Drapeau
Comme tous les autres bataillons et groupes de chasseurs, le 13e BCA dispose d'un fanion bleu-jonquille. Les bataillons de chasseurs à pied ayant un seul et unique Drapeau dont la garde est assurée chaque année par un bataillon différent confié lors du congrès des chasseurs (voir Drapeau des chasseurs).

### Décorations

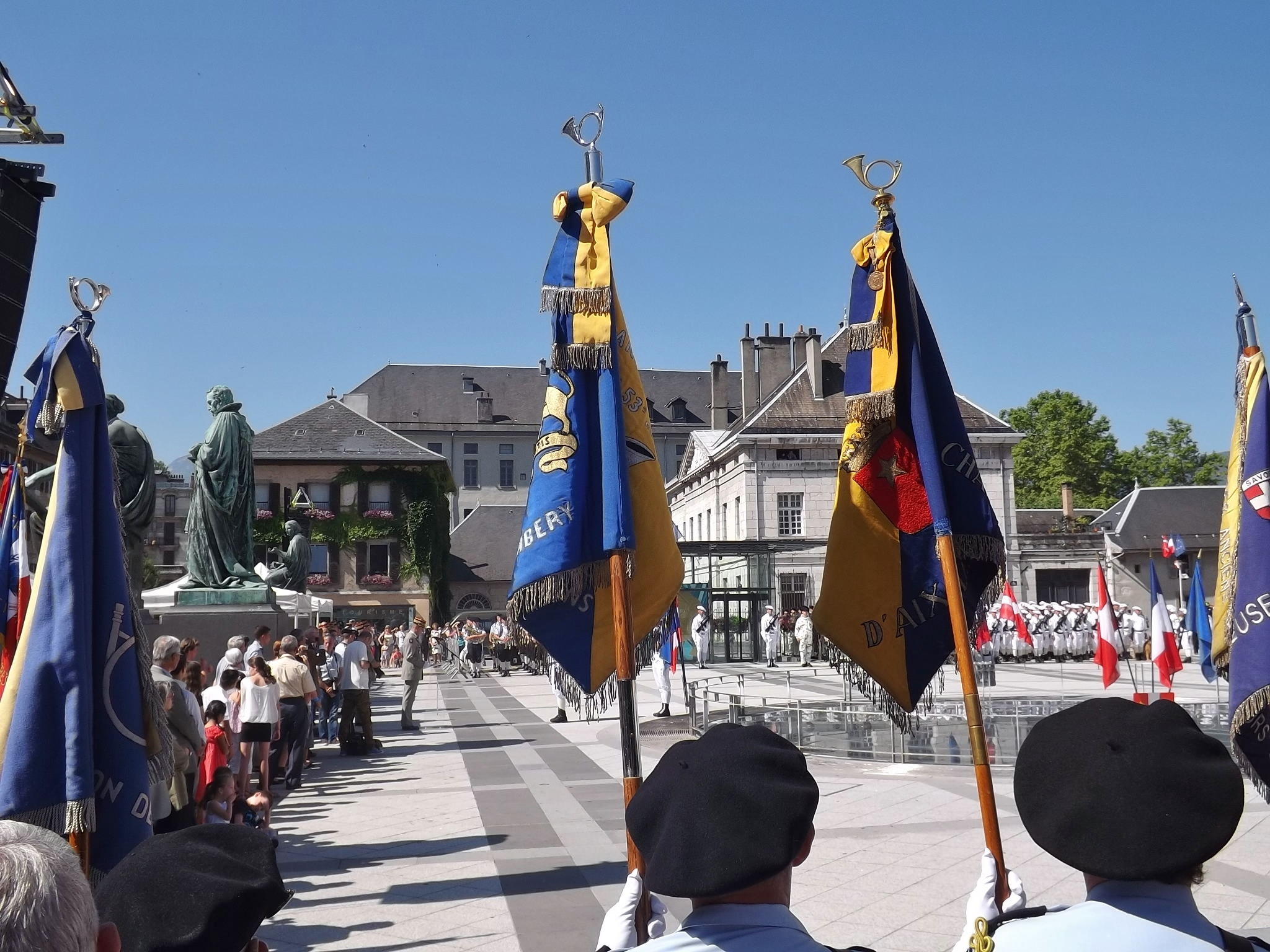
Porte-fanions du 13e BCA à Chambéry.

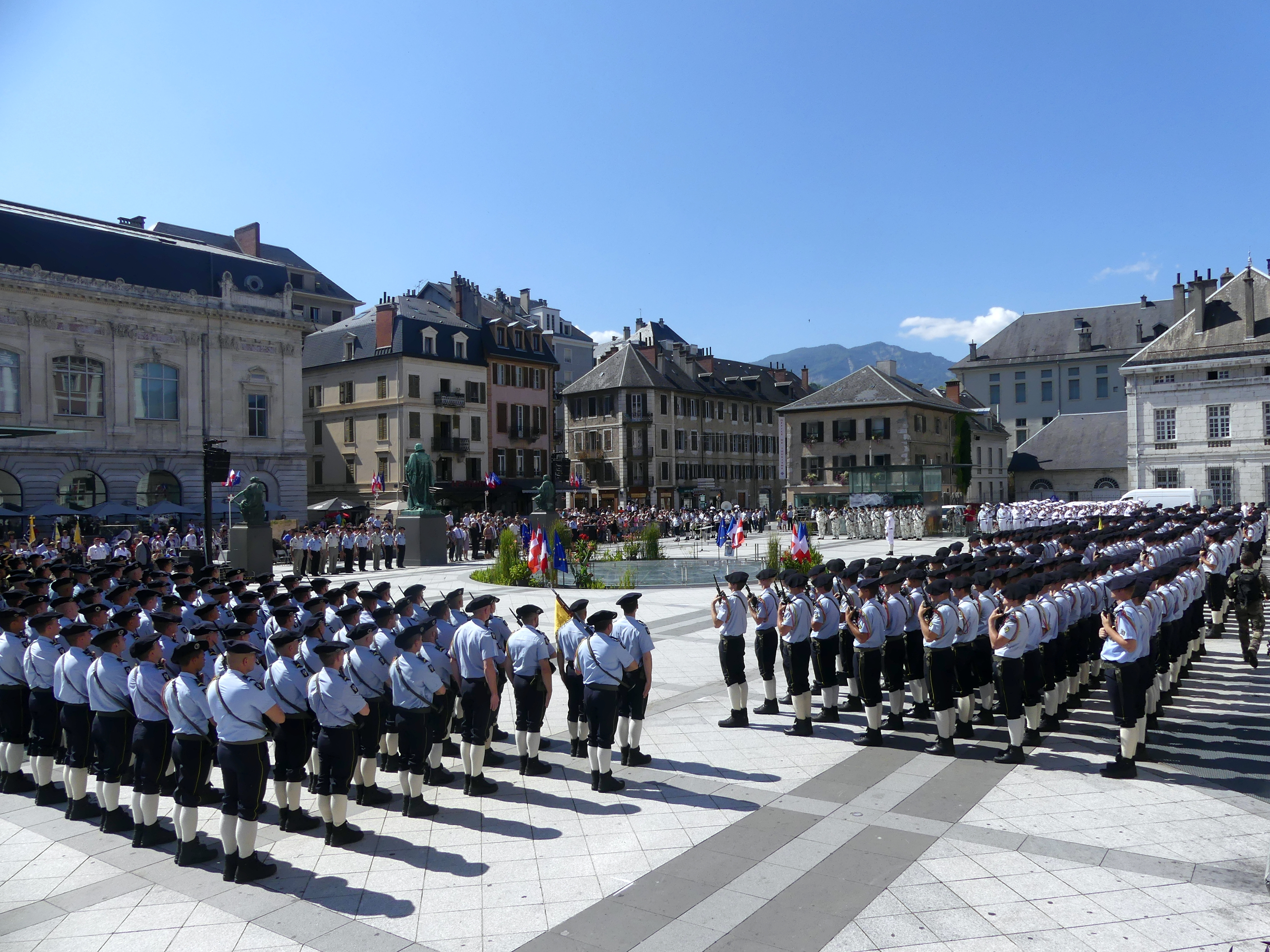
Unités du 13e BCA sur la place du palais de justice de Chambéry en juillet 2018.

Le fanion du bataillon est décoré de :
- la croix de guerre 1914-1918 avec 7 citations, dont 4 à l'ordre de l'armée. Il porte la fourragère aux couleurs de la médaille militaire pour ce conflit.
- la croix de guerre 1939-1945 avec 2 citations, dont une à l'ordre de l'armée pour les combats de la campagne de 1939-1940.
- la médaille commémorative de la campagne de Norvège.
- la croix de la Valeur militaire avec 4 citations à l'ordre de l'armée et la fourragère aux couleurs de la croix de la Valeur militaire avec l'agrafe Afghanistan pour son engagement dans la guerre d'Afghanistan en 2007 et en 2009-2010, pour l'opération Sangaris en République Centrafricaine en 2014 puis une nouvelle citation le 26 septembre 2024 (BODMR du 9 décembre 2024).

### Chant
Le chant du 13e bataillon de chasseurs alpins est Les Allobroges, aussi appelé le Chant des Allobroges.

## Chefs de corps
- 1854 : chef de bataillon Ponsard
- 1859 : chef de bataillon De Geslin
- 1860 : chef de bataillon Davout, duc d'Auerstaedt
- 1865 : chef de bataillon Reglej de Koenigseeg
- 1869 : chef de bataillon Le Cacher de Bonneville
- 1870 : chef de bataillon Potier
- 1870 : chef de bataillon Lombard
- 1871 : chef de bataillon De Saint Martin
- 1871 : chef de bataillon Le Cacher de Bonneville
- 1872 : chef de bataillon Aubry
- 1874 : chef de bataillon Lamorelle
- 1877 : chef de bataillon de Revanger
- 1883 : lieutenant-colonel Lapouge
- 1892 : lieutenant-colonel Outhier
- 1900 : lieutenant-colonel Sauret
- 1909 : capitaine Ferran
- 1913 : chef de bataillon Verlet-Hanus
- 1914 : chef de bataillon Boutle
- 1914 : chef de bataillon Barrie
- 1915 : chef de bataillon Ripert d'Alauzier
- 1915 : chef de bataillon Serte
- 1917 : chef de bataillon Cornier
- 1921 : chef de bataillon Desseault
- 1927 : chef de bataillon Jenoudet
- 1930 : chef de bataillon Vergezac
- 1933 : chef de bataillon de Lobit
- 1935 : chef de bataillon Dusseau
- 1938 : chef de bataillon Pochard
- 1939 : chef de bataillon Ponet
- 1940 : chef de bataillon Lafaille
- 1942 : chef de bataillon Picandet
- de novembre 1942 à janvier 1945 le bataillon est dissout
- 1945 : chef de bataillon Héritier
- 1945 : chef de bataillon de Germiny
- 1947 : chef de bataillon Leboube
- 1950 : chef de bataillon Picard
- 1952 : chef de bataillon Rondet
- 1952 : chef de bataillon Fourniol
- 1953 : chef de bataillon Egeley
- 1954 : chef de bataillon Krug
- 1954 : chef de bataillon Desbiens
- 1955 : chef de bataillon Weber
- 1956 : chef de bataillon Laurens
- 1957 : chef de bataillon Delcros
- 1958 : chef de bataillon Rieutord
- 1958 : chef de bataillon Boutan
- 1961 : chef de bataillon Laurens
- 1962 : chef de bataillon Carlin
- 1964 : chef de bataillon Varenne
- 1966 : lieutenant-colonel Oudot
- 1968 : lieutenant-colonel De Gail
- 1970 : chef de bataillon Talon
- 1972 : colonel Mollat du Jourdin
- 1974 : lieutenant-colonel Jocteur
- 1976 : lieutenant-colonel Bassères
- 1978 : lieutenant-colonel Spinelli
- 1980 : colonel Raffort
- 1982 : colonel Venet
- 1984 : colonel Ribiollet
- 1986 : colonel Gaillot
- 1988 : colonel Rommelaere
- 1990 : colonel Rebuffel
- 1992 : colonel Naves
- 1994 : colonel Moussu
- 1996 : colonel de Malaussène
- 1998 : colonel Druart
- 2000 : colonel Boyer
- 2002 : colonel Wattecamps
- 2004 : colonel Éric Burgaud
- 2006 : lieutenant-colonel Abbonen
- 2006 : colonel Morin
- 2008 : colonel Vincent Pons
- 2010 : colonel Bertrand Lavaux
- 2012 : colonel Cyrille Becker
- 2014 : colonel Ghislain Lancrenon
- 2016 : colonel Emmanuel Devigne
- 2018 : colonel Thomas Noizet
- 2021 : colonel Vincent Moussu
- 2023 : colonel Sébastien Lespinasse
- 2025 : colonel Kévin Machet

## Faits d'armes faisant particulièrement honneur au bataillon
- Bataille du Hartmannswillerkopf (1915)
- Bataille de la Somme (1916)
- Bataille de la ligne Hindenburg (1918)
- Bataille de Narvik (1940)
- Combats de Liomer-Brocourt (1940)
- Combats du Roc Noir (1945)
  - En mars 1945, le bataillon s'empare du Roc Noir en Tarentaise, position clé du Col du Petit-Saint-Bernard.
  - Après cinq mois passés en haute montagne il marque de sa gloire ce lieu fortement symbolique de la renaissance du Bataillon.
  - Il a fallu toute la ténacité du 13e B.C.A pour avoir raison de l'obstination des Gebirgsjäger (Chasseur Alpin Allemand).
  - L'adjudant Chêne et 18 Chasseurs du 13e BCA trouvèrent la mort, et 31 blessés durant ces attaques de la côte 2342.
  - Cette dernière action, qui dura jusqu'au 31 mars à plus de 2 000 mètres d’altitude vaudra une 9e citation.
- Afghanistan (2009-2010)

## Personnalités ayant servi au sein du bataillon
- Louis Hennequin (1869-1916), officier supérieur et historien militaire, capitaine au bataillon en 1903. Son nom est inscrit au Panthéon parmi les 560 écrivains morts au champ d'honneur pendant la Première Guerre mondiale.
- Michel Coiffard (1892-1918), as aux 34 victoires.
- Camille Folliet (1908-1945), aumônier militaire de la 5e demi-brigade de la 27e division d'infanterie alpine, mort des complications d'une blessure reçue lors de l'offensive sur le Roc Noir, le 30 mars 1945, alors qu'il porte secours à un chasseur de la 1re compagnie  du 13e.
- Jacques-Yves Mulliez (1917-2015), prisonnier de 1940 évadé, pionnier de la Résistance dans le Nord et le Pas-de-Calais, fondateur du journal clandestin Les Petites Ailes, correspondant de Pierre de Froment, Henri Frenay et Robert Guédon.
- Jean Delachenal (1924-2018), député et résistant.
- Georges Lautner (1926-2013), ayant fait son service militaire au 13e BCA.
- Luc Besson (né en 1959).
- Paul Arpin (né en 1960), champion de France de cross country.
- Caroline Aigle (1974-2007), première femme pilote de chasse.
- Jean-Bedel Bokassa Jr.[Depuis quand ?], caporal-chef. Héritier de la maison impériale centrafriquaine.
- Yannick Lallemand, aumônier du bataillon de 1970 à 1972.
- Louis Laugier (né en 1965), officier de 1990 à 2000, préfet puis directeur général de la Police nationale.

## Le bataillon aujourd'hui

### Subordinations
27e brigade d'infanterie de montagne de la 1re division.

### Composition

#### 3ecompagniede combat

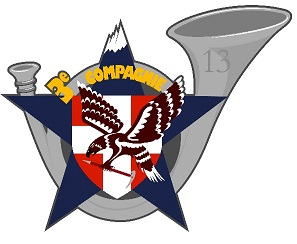
Insigne de la 3e compagnie

La "3" est créée avec le bataillon à Besançon le 23 janvier 1854. Sous le Second Empire, elle participe aux opérations en Algérie de 1856 à 1860 puis à la guerre franco-allemande de 1870 et s'illustre lors de la première guerre mondiale,. Dissoute avec le bataillon en 1942, elle est recréée en 1945. En 1955 elle devient une compagnie d'instruction jusqu'en 1962, elle est alors dissoute. Recréée en 1976, elle est installée au quartier Paris à Modane. En 1982 elle déménage au quartier Roc Noir à Barby.
Elle est présente en Bosnie-Herzégovine de novembre 1995 à mars 1996, au Kosovo en 2003, en République centrafricaine en 2006, en Afghanistan en 2007 et 2010,, en Côte d'Ivoire en 2011.
L'insigne actuel de la compagnie a été créé en 1992 ainsi que son chant Le Kirie des Gueux.

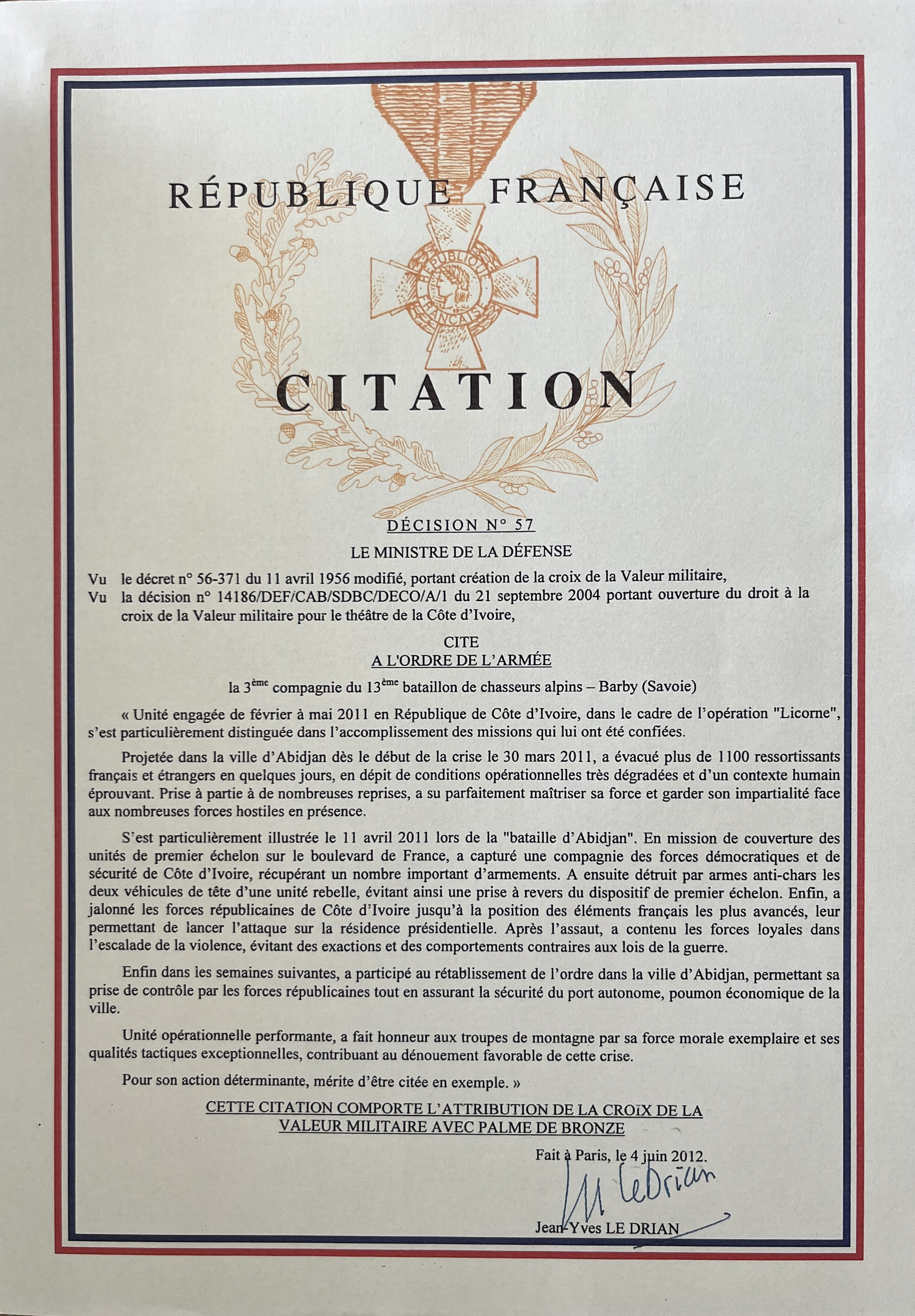
Valeur Militaire 3e Cie

En 2012 La compagnie est citée à l'ordre de l'armée, son fanion est alors décoré de la Croix de la Valeur militaire avec palme pour son action en Côte d'Ivoire de février à mai 2011 lors de la Bataille d'Abidjan.

La "3" est binômée avec la ville de Lanslebourg-Mont-Cenis.

#### 5ecompagniede réserve
La 5e compagnie dite Compagnie Stephane est constituée exclusivement de réservistes.
Elle est l'héritière des traditions de la "Compagnie Stephane" qui regroupait les maquis de Chartreuse et de Belledonne en 1944.

#### 6ecompagniede combat
Nouvelle compagnie créée en 2016[réf. souhaitée].

#### 70eme Antenne médicale
Antenne médicale implantée dans le bataillon, appartient au 7eme CMA de Lyon et soutien médicalement les militaires et gendarmes en Savoie et limitrophe. [réf. souhaitée].

### Matériel

#### Véhicules
Voici la liste des véhicules dont dispose le Bataillon :
- Véhicules Blindés Mutli-roles (VBMR) Griffon
- Véhicules de l'avant blindé (VAB) ;
- GBC 180 ;
- Véhicules articulés chenillés (VAC) ;
- Motoneiges.

#### Armement
L'armement individuel est composé de fusils d'assaut HK 416, fusils de précision HK 417 et FRF2, fusils mitrailleurs Minimi, fusils 12,7 PGM Hecate II avec optique jour et nuit.
L'armement collectif est composé de missiles ERYX et MILAN, mitrailleuses lourdes 12,7 mm, canons de 20 mm, mortiers de 81.

## Sources et bibliographie
(janvier 2014).
- Historique du 13e bataillon de chasseurs alpins (1914-1918), Chambéry, Imprimerie Chambérienne, 1920, 56 p., lire en ligne sur Gallica.
- Col. Cyrille Becker, Les Chasseurs alpins du 13e BCA : deux siècles d'histoire et d'engagement au sommet, Villers-sur-Mer, Éd. Pierre de Taillac, 2014, 239 p. (ISBN 978-2-36445-028-8, présentation en ligne)
- Jean Pochard, « Les Diables bleus : les Chasseurs alpins en Savoie », dans Mémoires et documents de la Société savoisienne d'histoire et d'archéologie, Société savoisienne d'histoire et d'archéologie, coll. « L'histoire en Savoie » (no 57), mars 1980, 20 p. (ISSN 0046-7510).
- Bataillon de chasseurs durant la grande guerre
- Citations collectives des bataillons de chasseurs de 1914-1918. dont le 13e
- Traditions et symbolique militaires